# Revenge Lagoon
Revenge Lagoon är ett träsk i Belize. Det ligger i den norra delen av landet, 70 km norr om huvudstaden Belmopan.